# Biblioteca de Santa Cruz
La Biblioteca de Santa Cruz es una biblioteca situada en el Palacio de Santa Cruz, en la ciudad española de Valladolid. Alberga el fondo bibliográfico antiguo de la Universidad de Valladolid: obras publicadas con anterioridad a 1835, procedentes de la Librería Universitaria y de la Librería del Colegio Mayor de Santa Cruz. Actualmente se encarga de conservar, procesar y difundir el patrimonio bibliográfico histórico de la Universidad de Valladolid.

## Origen e historia
Nada se conoce de la existencia de una librería en el Estudio vallisoletano medieval.  Posteriormente los Estatutos de la Universidad redactados en latín a comienzos del siglo XVI dan cuenta del cometido de la figura del estacionario, reiterado en los Estatutos en romance de 1545. La primera noticia data de 1604, se trata de una orden del claustro para hacer una estancia que albergase los fondos donados por el doctor Vega. Es en el último tercio del siglo XVIII cuando se produce un aumento significativo de los fondos bibliográficos como consecuencia de la expulsión la Compañía de Jesús de los reinos de España en el año 1767,  que propició que parte de las librerías de los colegios vallisoletanos de San Ambrosio y San Ignacio se integrasen en la Universidad.  En la segunda mitad del siglo XIX otra remesa de fondos procedentes de la desamortización de bienes eclesiásticos por decreto de Mendizábal del año 1836, contribuyó a la nutrición de las bibliotecas universitarias, y a la de Valladolid, en particular, con fondos destacados de las librerías del Monasterio de San Benito el Real, del Convento de San Francisco. Hay que añadir también avanzada la centuria la recepción de las obras de la librería de los Duques de Osuna distribuida, en parte, por las bibliotecas universitarias del Reino.
Por otro lado, el Colegio Mayor de Santa Cruz fundado por el Cardenal Mendoza en el año 1483, contó desde sus inicios con una librería propia, confirmando su preocupación por los libros y dedicando una amplia sala del edificio del Colegio para uso de los colegiales. Su ubicación ocupaba toda la fachada principal en un amplio salón del primer piso del Palacio, síntoma de la importancia concedida, de tal manera que en las Constituciones del año 1494 otorgadas por el Cardenal Mendoza para la organización del Colegio hay algunos capítulos encaminados a salvaguardar los libros. Años más tarde se añadirían otros para regular la apertura de la biblioteca y nombrar un encargado de la misma que velase por sus fondos. Se sabe poco del número de libros que la componían en su origen, obras del propio Cardenal, donaciones y adquisiciones posteriores. Un inventario realizado en los años 1589 y 1590 desvela que acogía 970 volúmenes dispuestos en los estantes de acuerdo con las materias de cánones, leyes, artes, medicina y teología.

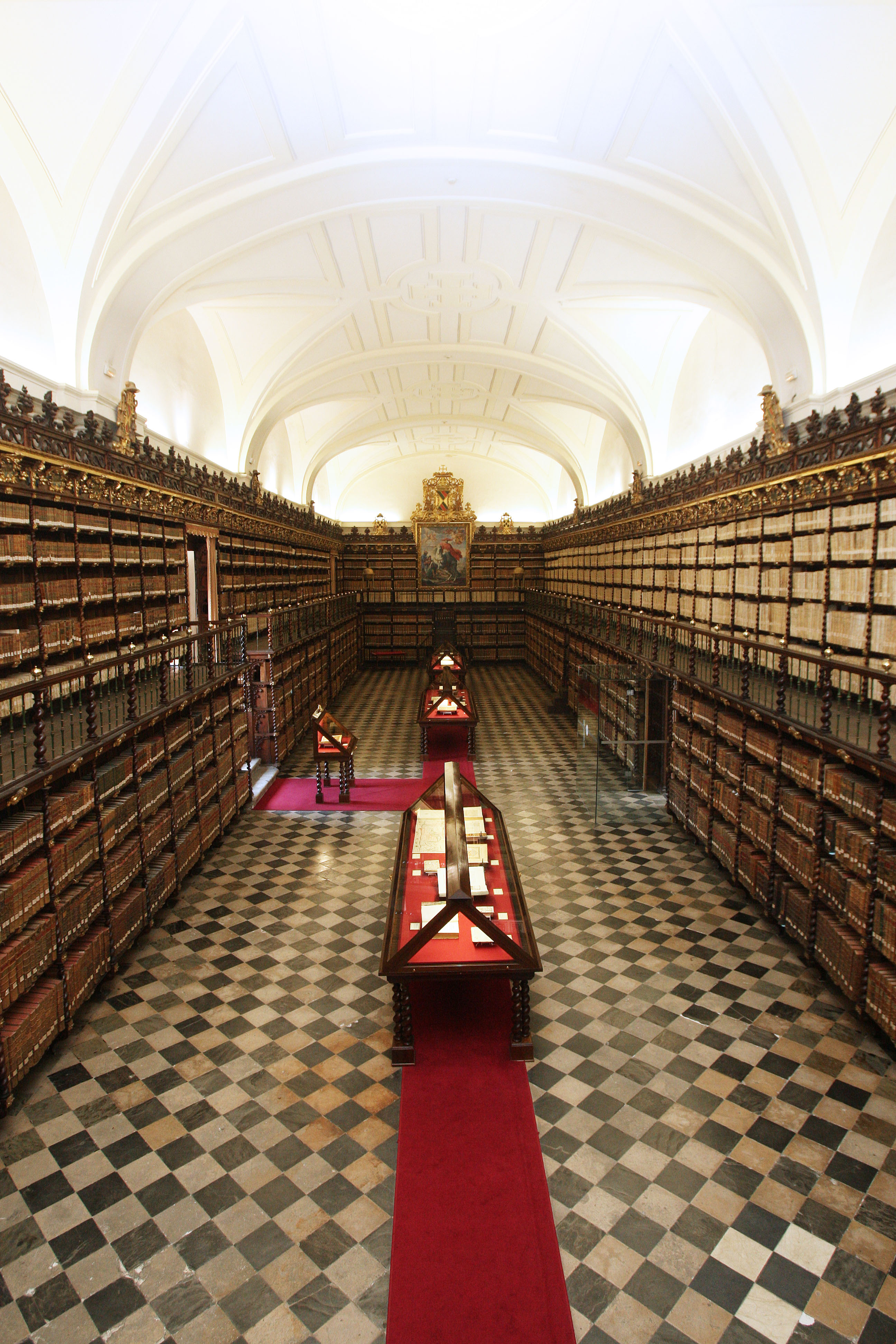

La Librería actual data de los primeros años del siglo XVIII. García Chico  señala una remodelación y el contrató el 28 de julio de 1705 con objeto de la construcción del mueble que actualmente conocemos, realizado este mismo año por el ensamblador Alonso del Manzano, maestro de arquitectura, talla y ensamblaje. Dispuesta horizontalmente en dos cuerpos unidos por una escalera y verticalmente en calles separadas por columnas salomónicas. Coronada por los escudos de la familia Mendoza (lema “Ave María”) y Figueroa (hojas de higuera). Culmina el conjunto un cuadro del Cardenal Mendoza realizado en esta época por el pintor Manuel Petí Vander.
En el año 1798 se suprimen los Colegios Mayores, después de las reformas de 1771 y 1777 con un breve paréntesis de seis años (1830-1836), la biblioteca pasa a depender sucesivamente de distintas instituciones: de la Real Chancillería, de la Universidad, del propio Colegio, de la Diputación, para definitivamente incorporarse a la Universidad en el año 1850..  Aunque existieron proyectos anteriores no se construye hasta 1844 la Biblioteca Universitaria en la calle de la Librería, pero ambas Bibliotecas mantenían vida independiente sin que los fondos constituyesen una única entidad. Situación que se modifica en 1909, cuando se derriba el antiguo edificio de la Universidad y se produce su unión parcial. A comienzos del siglo XX se reordenaron los libros de la sala Librería del Colegio de Santa Cruz y los impresos se colocaron por tamaño y encuadernación siguiendo un número currens que permitió el ahorro de espacio, a pesar de que en su origen la librería había organizado por materias como lo muestran las cartelas de la parte superior.
Los Estatutos de la Universidad de Valladolid de 1919 en su artículo 1919 señalan la composición de la Biblioteca:

La biblioteca se formará en dos secciones: una de investigación que seguirá funcionando provisionalmente en el antiguo Colegio de Santa Cruz, y otra, que constituirá la Sala de trabajo de la Universidad, estará desde luego instalada en el edificio de la misma y atenderá a llenar las necesidades diarias de las cátedras y a fomentar la vida universitaria.

En 1920 se estrena el nuevo edificio de la Universidad y los libros del fondo universitario repartidos en cajones por las dependencias del Palacio de Santa Cruz se llevan a sus dependencias hasta 1939, en el que con motivo de un incendio vuelven a la Biblioteca de Santa Cruz, En febrero de 1940 los fondos de la biblioteca Universitaria más antiguos se trasladaron a la Biblioteca de Santa Cruz y los restantes al Paraninfo de la Universidad donde se estableció un servicio de Biblioteca hasta mediados del mes de julio. En agosto se llevaron los libros a la planta principal del edificio anejo al Colegio de Santa Cruz. La nueva ubicación de la Biblioteca Universitaria se inauguró el 4 de noviembre de 1940. Contaba con una sala con cien puestos de lectura y al lado el depósito de libros en dos plantas, despacho para bibliotecarios, sala independiente para índices y en planta baja otras salas para revistas y folletos. Se acogieron allí hasta 1988, año en el que se trasladaron a la Biblioteca Reina Sofía y en 1993 se produce el traslado de vuelta a la segunda planta de la biblioteca en el Palacio de Santa Cruz.

## Colecciones
El origen de la colección se remonta a la época de la Fundación del Colegio Mayor de Santa Cruz, las primeras obras fueron donadas por el Cardenal Mendoza, fundador del Colegio. La colección actual se integra con las siguientes secciones:

### Sección de manuscritos

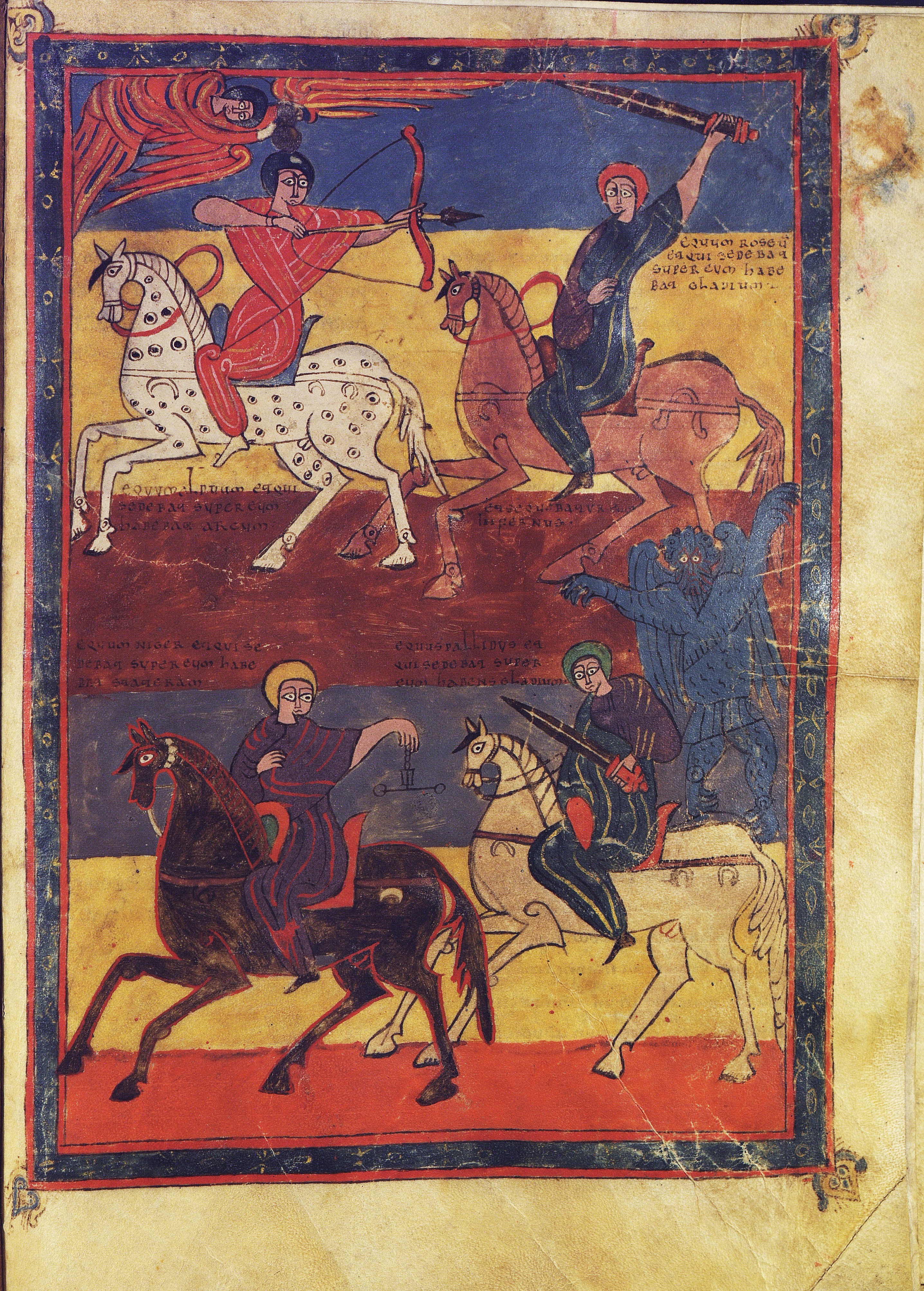
Los cuatro jinetes del Apocalipsis (Fol. 93).

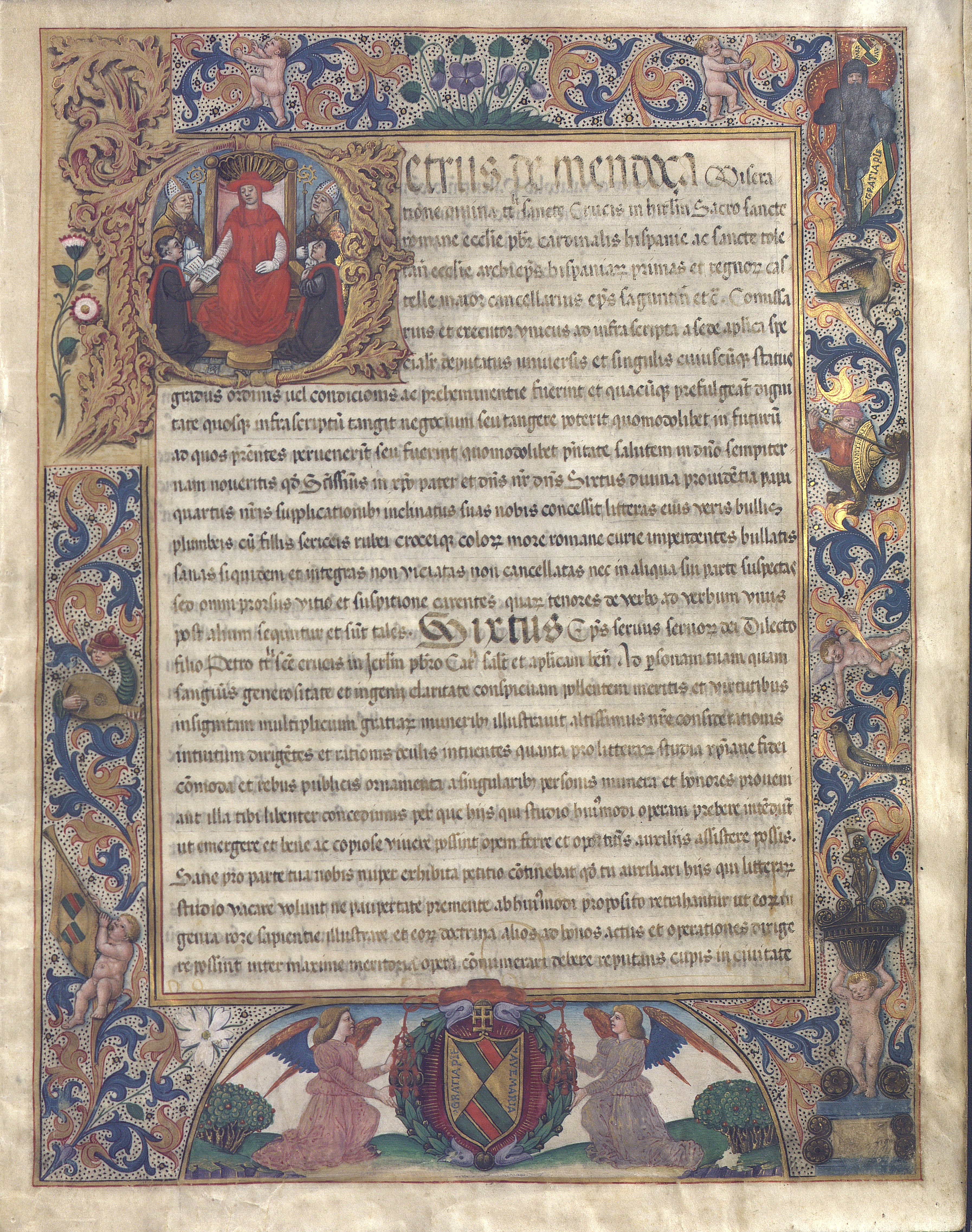
Documento fundacional del Colegio de Santa Cruz de Valladolid.

Su temática es variada, representación de los saberes de distintas épocas. Acoge Biblias, textos clásicos, ejemplares de historia y derecho. Destacamos en la colección de 529 volúmenes, como pieza más antigua y valiosa, Los Comentarios al Apocalipsis San Juan, de Beato de Liébana copiado por Oveco en el Monasterio de Valcavado, manuscrito mozárabe sobre pergamino, en letra visigótica con 87 miniaturas en color que ilustran el texto, fechado en el año 970. Del siglo XV son las obra Interpretatio Eusebii Caesariensis edita per Beatum Hieronymum de Eusebio de Cesarea, su portada enmarcada por una orla de grutescos acoge una miniatura representando a San Jerónimo y el león, y el manuscrito de las Orationes de Marco Tulio Cicerón en las que se destacan las letras capitales miniadas en oro y colores.
A esta sección se añade un fondo denominado “Papeles pertenecientes al Colegio mayor de Santa Cruz" que recoge más de 500 documentos relativos a la organización y administración del Colegio desde su fundación. Se agrupan por su temática en ocho apartados y entre ellos destacan su Documento fundacional y el Privilegio de los Reyes Católicos.

### Sección incunables y raros
Compuesta por 349 volúmenes, de los cuales 203 son incunables entre los que destacamos los ejemplares más antiguos de esta sección, Manuale confessorum de Johann Nider, impreso en Colonia entre los años 1467 y 1472 y el texto de Bernardi Iustiniani Leonar di oratoris filii legati Veneti Oratio habita apud Sixtum quartum pontificem maximum, impreso en Roma en 1471. Por sus características son notables otros ejemplares, como el Calendarium de Johanes Regiomontanus, editado en Venecia en 1476, una de las primeras obras en la que aparece portada, y el Fascículus temporum de Werner Rolewinck de Laer, primer libro con grabados impreso en España, en la ciudad de Sevilla, en 1480; el famoso Liber chronicarum de Hartman Schedel, impreso en Núremberg en 1493, destaca por el gran número de grabados xilográficos de grandes maestros.
En esta sección de libros raros, poco comunes o difíciles de encontrar por su antigüedad, ilustraciones, edición limitada, categoría del autor, etc., citamos a modo de ejemplo, La Crónica de Juan II de Fernán Pérez de Guzmán, impresa en Logroño en 1517 y el impreso Vita Christi Cartuxano traducido del latín a la lengua romance por Fray Ambrosio de Montesinos por encargo de Cisneros. Su portada escenifica la presentación de la obra y el escudo de los Reyes Católicos. Este ejemplar perteneció al Monasterio de San Benito de Valladolid.

### Sección de impresos
Forman parte de esta sección, 12.878 impresos principalmente de los siglos XVI, XVII y XVIII ubicados en la antigua Librería del Colegio Mayor de Santa Cruz y otros 11.678 procedentes de la Librería Universitaria, de la misma época, colocados en una sala del piso superior. 
Su temática es variada claro exponente de los movimientos culturales de la Época Moderna, aunque predomina el aspecto religioso, debido en gran parte a la procedencia de los libros: de la Compañía de Jesús, de la desamortización de los bienes eclesiásticos, y los de enseñanza de cualquier disciplina impartida en la Universidad de Valladolid. Son numerosos los impresos a destacar en esta sección, algunos ejemplos son: Las Biblias políglotas impresas en el siglo XVI en Alcalá de Henares (1514-1517) y Amberes (1569-1573), y en el siglo XVII en París (1629-1645) y Londres (1655-1657). La primera edición de la obra, De humani corporis fabrica de Andrés Vesalio, de 1543. La edición de Opera omnia de Erasmo de Róterdam, de 1540. A partir del siglo XVIII se incorporan nuevos libros científicos en francés y otras lenguas europeas ampliando el campo temático existente: matemáticas, botánica, ciencias naturales etc. destacamos de este momento un ejemplar de la primera edición de la Encyclópedie, ou Dictionnaire raisonné des sciences, des arts et des métiers.

### Sección de Legajos
Comprende 4400 folletos de los siglos XVIII y XIX, referentes a la vida de la institución universitaria, memorias de institutos de segunda enseñanza y papeles de la vida cultural castellana. También se incluyen en esta sección 502 documentos impresos en Valladolid de los siglos XVI al XIX.

## Acceso a los fondos
- Catálogo Almena. Fondo Antiguo
- Repositorio UVaDoc. Fondo Antiguo